# 蔡美峰
蔡美峰（1943年5月18日—），江苏如东人，岩石力学与采矿工程专家，中国矿山地应力测量的主要开拓者之一中国工程院院士。，北京科技大学教授

## 履历[1]
- 1967年，毕业于上海交通大学。
- 1990年，获新南威尔士大学采矿岩石力学博士学位。
- 2013年，当选中国工程院院士。